# Cooperativa la Concòrdia
La Cooperativa la Concòrdia és una obra de Cabrils (Maresme) inclosa a l'Inventari del Patrimoni Arquitectònic de Catalunya.

## Descripció
Edifici construït a principis de segle per la mutualitat i cooperativa "La Concòrdia" -creada a les darreries del segle XIX-. L'edifici situat molt a prop de les dues fàbriques tèxtils de la població i del sindicat de l'època. Actualment conserva el cafè-bar i un ampli auditori recentment reformat. Continua essent el local de l'associació, avui la única entitat privada organitzadora dels actes culturals del poble.